# دار الكتاب المقدس الألمانية

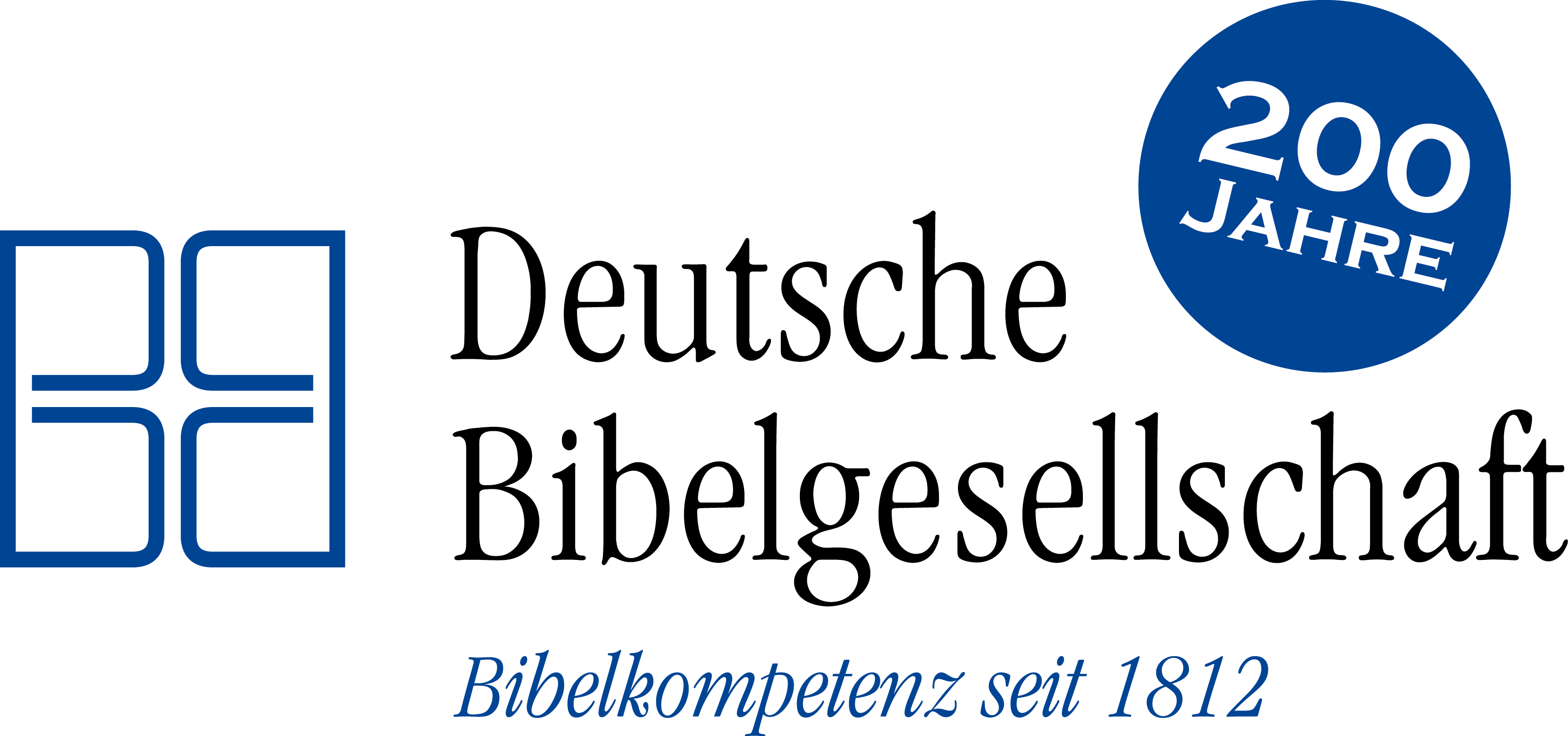

دار الكتاب المقدس الألمانية هي جمعية خيرية مسيحية غير طائفية لطبع ونشر الكتاب المقدس تم إنشاؤها في 1981 وتهدف إلى جعل الكتاب المقدس متاحًا في ألمانيا.

## وصلات خارجية
- دار الكتاب المقدس الألمانية على موقع ميوزك برينز (الإنجليزية)

- موقع دور الكتاب المقدس المتحدة
- الموقع الرسمي لدار الكتاب المقدس الألمانية نسخة محفوظة 31 يوليو 2016 على موقع واي باك مشين.